# ジョゼフ・アレヴィ
ジョゼフ・アレヴィ（Joseph Halévy, 1827年12月15日 アドリアノープル - 1917年2月7日）は、トルコ出身のフランスの言語学・東洋学者。ユダヤ系。

## 経歴
故郷アドリアノープル（エディルネ）とブカレストのユダヤ人学校で教師を務めていたとき、東洋の諸言語と考古学の研究に没頭し、学識を蓄えた。
1868年、世界イスラエル同盟 (Alliance Israélite Universelle) によってアビシニア（エチオピア）に送られ、ファラシャ（エチオピアのユダヤ人）の生活状態を探る。この時に執筆した報告書がフランス学士院 (Académie des Inscriptions et Belles-Lettres) の注意を惹いた。1869年から1870年にかけて、フランス学士院の依頼により、紀元24年以降ヨーロッパ人として初めてイエメンを横断し、サバ語の碑文を調査して、686点にのぼる貴重な碑文を蒐集した。帰国後、これらの碑文の解読に成功し、サバの言語と神話の基礎を解明。これが彼の最大の業績となった。
1879年以降、パリの高等研究実習院 (École des Hautes Études) でエチオピア語の教授。また、アジア協会 (Société Asiatique) の司書をも務めた。

## 論著
- "Mission archéologique dans le Yemen" (Paris, 1872)
- "Essai sur la langue Agaou, le dialect des Falachas" (Paris, 1873)
- "Voyage au Nedjrân"(1873); "Études berbères" (1873)
- "Mélanges d'épigraphie et d'archéologie sémitiques"(1874)
- " Études sabéennes" (1875); "Études sur la syllabaire cunéiforme" (1876)
- "Recherches critiques sur l'origine de la civilisation babylonienne" (1877)
- "Essai sur les inscriptions du Safa" (1882)
- "Mélanges de critique et d'histoire relatifs aux peuples sémitiques" (1883)

 この記事にはパブリックドメインである次の文書本文が含まれる: Isidore Singer and Isaac Broydé [in 英語] (1901–1906). "Halévy, Joseph". In Singer, Isidore [in 英語]; et al. (eds.). The Jewish Encyclopedia. New York: Funk & Wagnalls.